# قریب‌لی (تووز)
قریب‌لی (به لاتین: Qəribli) یک منطقه مسکونی در جمهوری آذربایجان است که در شهرستان تووز واقع شده است. قریب‌لی ۲۱۲۱ نفر جمعیت دارد.